# 結雅水庫
結雅水庫（結雅水電站）是俄羅斯的大型水庫，位於與中國接壤邊境以北的阿穆尔州结雅市旁的结雅河上，在1972年建成，水深被控制為93米，是西伯利亞東部最大的水力發電廠，貝阿鐵路在北岸經過。

## 外部連結
- http://www.lhp.rushydro.ru/works/objectsmap/5687.html[ ] Archive.today的存檔，存档日期2011-08-09
- 結雅水電站兩日後可能停止溢流洩洪 （页面存档备份，存于）/俄新網